# كلانسي براون
كلانسي براون (بالإنجليزية: Clancy Brown)‏ مواليد 05 يناير 1959 في أوهايو، الولايات المتحدة، هو ممثل أمريكي بدأ مسيرته الفنية عام 1983. هو أيضا ممثل صوت. درس في جامعة نورث وسترن.

## الأعمال

### أفلام
- مون واكر
- الخلاص من شاوشانك
- الإعصار
- اطلانتس: عودة ميلو
- فيلم سبونج بوب سكوير بانتس
- حرب الراكون
- ماء
- جبهة داخلية
- رحلة إلى بونتيفول
- ووركرافت

### رسوم متحركة
- هالك وعملاء سماش
- ألتيميت سبايدرمان
- سبونجبوب
- وقت المغامرة
- فارس وفادي
- بطاريق مدغشقر
- واندر أوفر يوندر
- أسطورة كورا
- باوند بابيز
- ترانسفورمرز برايم
- قوة الفريق
- مغامرات جاكي شان
- ميغاس
- سوبرمان
- مورتال كومبات: حماة العالم
- متشابك: قبل أي وقت مضى

## ألعاب الفيديو
لعبة crash شخصية دكتور نيو كورتيكس (1997 - 2003)
لعبة Detroit become human شخصيه هانك اندرسون ( 2018
(god of war III) شخصية هاديس (HADES بالانجليزيه) آله العالم السفلي

## وصلات خارجية
- كلانسي براون على موقع IMDb (الإنجليزية)
- كلانسي براون على موقع ميتاكريتيك (الإنجليزية)
- كلانسي براون على موقع روتن توميتوز (الإنجليزية)
- كلانسي براون على موقع قاعدة بيانات الأفلام العربية
- كلانسي براون على موقع ألو سيني (الفرنسية)
- كلانسي براون على موقع ميوزك برينز (الإنجليزية)
- كلانسي براون على موقع تيرنر كلاسيك موفيز (الإنجليزية)
- كلانسي براون على موقع أول موفي (الإنجليزية)
- كلانسي براون على موقع قاعدة بيانات الأفلام السويدية (السويدية)
- كلانسي براون على موقع إن إن دي بي (الإنجليزية)

- الموقع الإلكتروني